# 34817 Shiominemoto
34817 Shiominemoto este o planetă minoră (asteroid) din Mars-crossing asteroid⁠(d). A fost descoperită pe 21 septembrie 2001 la Bisei Spaceguard Center⁠(d) de BATTeRS⁠(d). 
Obiectul prezintă o orbită caracterizată de o semiaxă mare de 1,879159 UAi, o excentricitate de 0,12, o înclinație de 22,22647 ° în raport cu ecliptica.